# یانوش وارادی
یانوش وارادی (مجاری: János Váradi؛ زادهٔ ۲۸ فوریهٔ ۱۹۶۱) بوکسور اهل مجارستان است.